# Mangrovia occidentalis
Espèce
Mangrovia occidentalis est une espèce d'araignées aranéomorphes de la famille des Araneidae.

## Distribution
Cette espèce est endémique d'Australie-Occidentale. Elle se rencontre sur la côte du Gascoyne, du Pilbara et du Kimberley.

## Description
Le mâle holotype mesure 2,2 mm et les femelles de 8,7 à 10,8 mm.

## Systématique et taxinomie
Cette espèce a été décrite par Framenau et Castanheira en 2022.

## Publication originale
- Framenau & Castanheira, 2022 : « A new genus of Australian orb-weaving spider with extreme sexual size dimorphism (Araneae, Araneidae). » Zoosystematics and Evolution, vol. 98, no 1, p. 137-149.